# Saint-Aubin-du-Thenney
Saint-Aubin-du-Thenney település Franciaországban, Eure megyében. Lakosainak száma 350 fő (2022. január 1.). Saint-Aubin-du-Thenney Broglie, Capelle-les-Grands, La Chapelle-Gauthier és Grand-Camp községekkel határos.

## Népesség
A település népessége az elmúlt években az alábbi módon változott:
| Lakosok száma | 345  | 329  | 300  | 339  | 356  | 367  | 373  | 380  | 370  | 350  |
|               | 1968 | 1982 | 1990 | 2006 | 2013 | 2015 | 2017 | 2019 | 2020 | 2022 |